# モハメド・アル＝ブライク
モハメド・アル＝ブライク（アラビア語: محمد البريك、Mohammed Al-Breik、1992年9月15日 - ）はサウジアラビアのサッカー選手。ネオムSC所属。ポジションはディフェンダー。

## 来歴

### クラブ
2015年1月29日、アル・ヒラルからサウジ・プロフェッショナルリーグの降格圏に沈むアル・ラーイドに期限付き移籍した。結局アル・ラーイドはアル＝ブライク加入後に勝ち点18を稼ぎ、残留に成功した。
2015-16シーズンはアル・ヒラルにローンバックした。2016年にラモン・ディアスが監督に就任すると、レギュラーとして起用された。

### 代表
2018 FIFAワールドカップを戦うサウジアラビア代表の23名のメンバーに選出された。

## 代表歴

### 出場大会
- サウジアラビア代表
  - 2018 FIFAワールドカップ
  - 2022 FIFAワールドカップ

### 試合数
- 国際Aマッチ 45試合 1得点（2016年-）[2]

| サウジアラビア代表 | 国際Aマッチ | 国際Aマッチ |
| 年                 | 出場        | 得点        |
| ------------------ | ----------- | ----------- |
| 2016               | 1           | 0           |
| 2017               | 6           | 1           |
| 2018               | 11          | 0           |
| 2019               | 7           | 0           |
| 2020               | 2           | 0           |
| 2021               | 5           | 0           |
| 2022               | 9           | 0           |
| 2023               | 0           | 0           |
| 2024               | 4           | 0           |
| 通算               | 45          | 1           |